# Deborah (film)
Deborah – polski melodramat wojenny w reżyserii Ryszarda Brylskiego, wyprodukowany w 1995.

## Fabuła
Rok 1939. W małym, prowincjonalnym miasteczku mieszka znany malarz Marek Wawrowski wraz z rodziną. Ponieważ jest zniechęcony do wielkomiejskiego życia, postanawia pracować nad renowacją renesansowych fresków w pobliskim kościele. Kiedy w willi Wawrowskich zjawia się Jakub Burstein, znany aktor i przywozi ze sobą dwie kuzynki, okazuje się, że jest on kochankiem Anny, żony Marka. Marek jest zafascynowany jedną z nich, Deborą nawiązuje z nią romans. Marek zachowuje pozory dobrego męża i ojca. Razem z Deborą mogą się coraz częściej widywać, gdy Anna wraz z synem wyjeżdża do Zakopanego.

## Obsada
- Renata Dancewicz – Debora Grosman
- Olgierd Łukaszewicz – Marek Wawrowski
- Maria Pakulnis – Anna Wawrowska
- Jerzy Zelnik – Jakub Burstein
- Władysław Kowalski – Ojciec Debory
- Bogusław Sochnacki – Rotman
- Marek Barbasiewicz – Toth
- Adam Kamień – Helmut Baraniewicz
- Wojciech Lasota – Kazimierz Reszke
- Paweł Krucz – Antoni Wawrowski
- Cezary Poks – Kelner
- Robert Czebotar – Wikary
- Andrzej Balcerzak – Proboszcz
- Włodzimierz Musiał – Nowak
- Zofia Merle – Żona Nowaka
- Katarzyna Pakosińska – Hanna
- Hanna Stankówna – Matka Hanny
- Eugeniusz Robaczewski – Ojciec Hanny
- Beata Gołębiewska(inne języki) – Julka Baraniewicz
- Piotr Grabowski – piekarz Ryk